# Chemické zvětrávání
Chemické zvětrávání je typ zvětrávání, během kterého dochází k rozkládání určitých horninových minerálů a k následnému vytvoření minerálů nových. Hlavními činiteli jsou kyslík, oxid uhličitý a voda, které chemicky narušují původní materiál. Nemusí však nutně probíhat na zemském povrchu. K chemickému zvětrávání patří také metasomatóza. Chemické zvětrávání nabývá na intenzitě s růstem teploty a vlhkosti. Odolnost chemickému rozpouštění závisí na chemickém složení a pórovitosti materiálu. Porézními horninami s množstvím puklin jako je pískovec nebo vápenec snadno protéká dešťová voda a přispívá tak k jejich narušování.

## Rozpouštění
Při rozpouštění odnáší voda rozpuštěné molekuly minerálu nebo horniny. Voda sama o sobě horniny příliš dobře nerozpouští, s oxidem uhličitým ale dokáže rozpustit karbonátové minerály (kalcit, dolomit nebo potaš) na hydrogenuhličitany,
{\displaystyle {\ce {CaCO3 + CO2 + H2O <=> Ca(HCO3)2}}}
které následně odplaví. Tento jev způsobuje přechodnou tvrdost vody. Vzhledem k tomu, že tato reakce může probíhat i opačně (z rozpustného hydrogenuhličitanu vápenatého se vytvoří pevný uhličitan vápenatý, oxid uhličitý a voda), může rozpuštěný vápenec na jiném místě rekrystalizovat a vytvořit tak krápníky a další vápencové útvary.

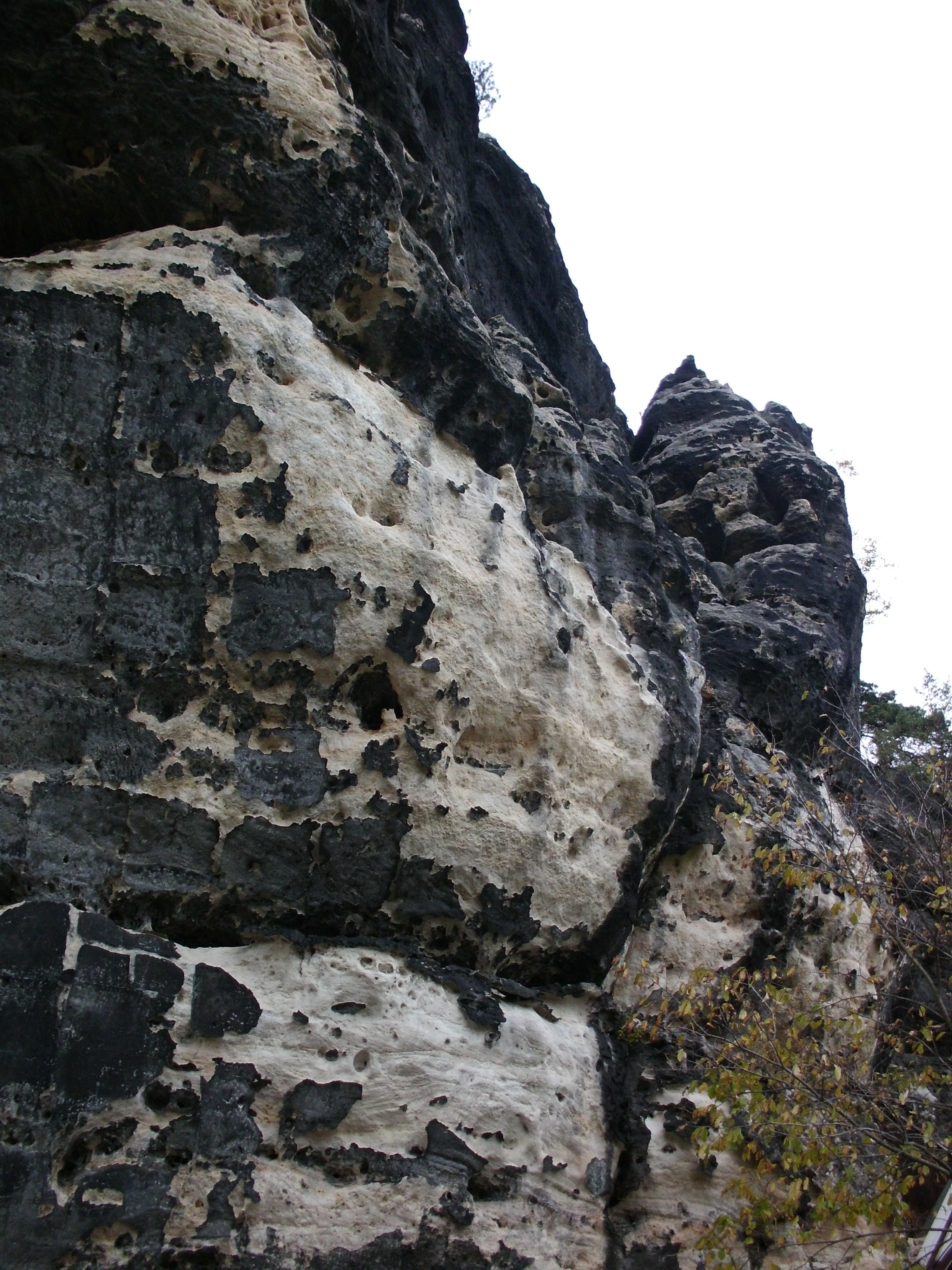
Solné výkvěty na Pravčické bráně.

Rozpouštění způsobují také kyselé deště. Oxid siřičitý, oxid sírový a oxidy dusíku, vznikající jako emise při spalování uhlí, ropných produktů a dalších fosilních paliv, tvoří s vodou kyseliny (kupříkladu kyselinu siřičitou, sírovou, dusičnou apod.),
{\displaystyle {\ce {3 NO2 + H2O -> 2 HNO3 + NO}}}
{\displaystyle {\ce {SO2 + H2O -> H2SO3}}}
{\displaystyle {\ce {SO3 + H2O -> H2SO4}}}
které narušují chemicky méně stálé materiály jako jsou pískovec, vápenec, mramor (včetně soch a staveb), nebo dolomit, ale i železo a některé druhy oceli (mosty), čímž tvoří materiální škody na přírodních, architektonických i uměleckých památkách. Příkladem takové památky může být Pravčická brána. Na poškozeném pískovci se vytváří tzv. solné výkvěty. Nejedná se ovšem o halit, ale o sírany a siřičitany.

## Hydratace

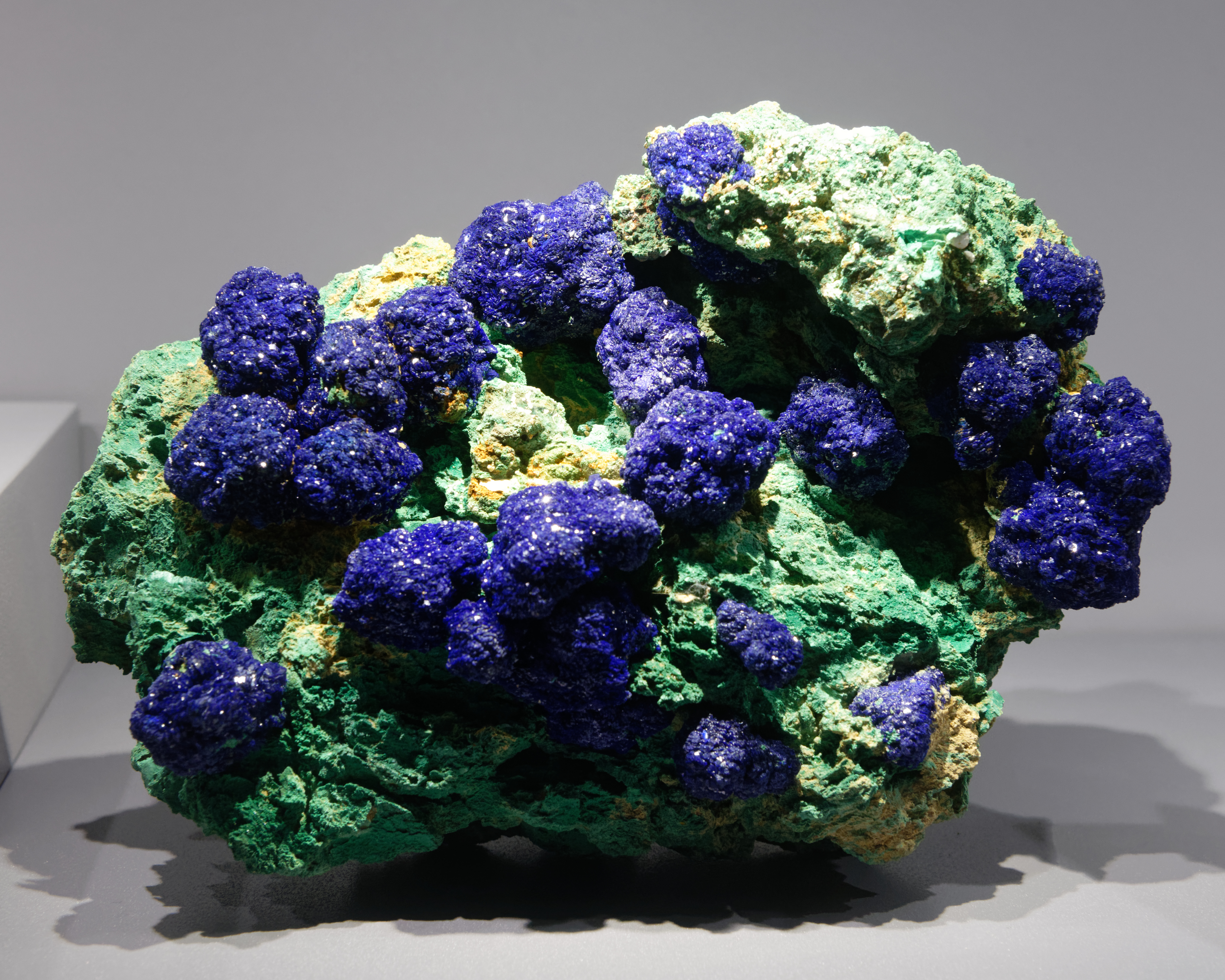
Modrý azurit na zeleném malachitu; Utah, Spojené státy americké; ze sbírek Galerie mineralogie a geologie Francouzského národního musea přírodní historie v Paříži.

Hydratace (neboli bobtnání) je proces, při němž minerál absorbuje do svého chemického složení molekuly vody. Může se jednat o vodu povrchovou, nebo podzemní. Takto může vznikat limonit z hematitu (nebo magnetitu), kaolin z ortoklasu, nebo sádrovec z anhydritu. Zvětrávání živců je velmi důležitý proces z pedologického i globálního hlediska. Hydratované horniny zvětšují svůj objem. Hydratačním zvětráváním vznikají také minerály malachit a azurit. V místě, kde se měděná ruda (např. Kuprit) setkává se vodou, vznikají uhličitany a hydroxidy mědi, které následně tvoří zmíněné minerály. Oba minerály se tedy často vyskytnou společně. Takto mohou vznikat mnohé další.

## Iontová výměna
Iontová výměna je další z podkategorie v chemickém zvětrávání. Jedná se o složitější proces, ale zjednodušeně lze říci, že sůl tvořící minerál a sůl rozpuštěná (častěji) v podzemní vodě si "vymění" kationt. Iontová výměna může probíhat i mezi dvěma minerály. Rozsáhlá sideritová ložiska v Nižní Slané na Slovensku vznikla rozpuštěním původní horniny a usazením železných rud na jejich místo. Možností iontové výměny v horninách je, vzhledem k různému obsahu stopových prvků v podzemní vodě a různým karbonátovým horninám, mnoho.
Iontová výměna může probíhat také v mořích (především těch s vyšší salinitou). Mořská sůl reaguje s uhličitanem vápenatým (korálové a další útesy), tvoří se chlorid vápenatý a uhličitan sodný:
{\displaystyle {\ce {2NaCl + CaCO3 -> CaCl2 + Na2CO3}}}

## Oxidace
Oxidace má většinou charakter přeměny sulfidických rud na oxidy nebo sírany, kyslík reaguje se sulfidem a tvoří se oxid prvku, který tvořil kationt sulfidu, a oxid siřičitý. Takto se mění pyrit (/markazit) na hematit, chalkocit se oxiduje na kuprit, sfalerit se může měnit na zinkit a vzácný berndtit  na kasiterit. Oxidaci může podlehnout také galenit.

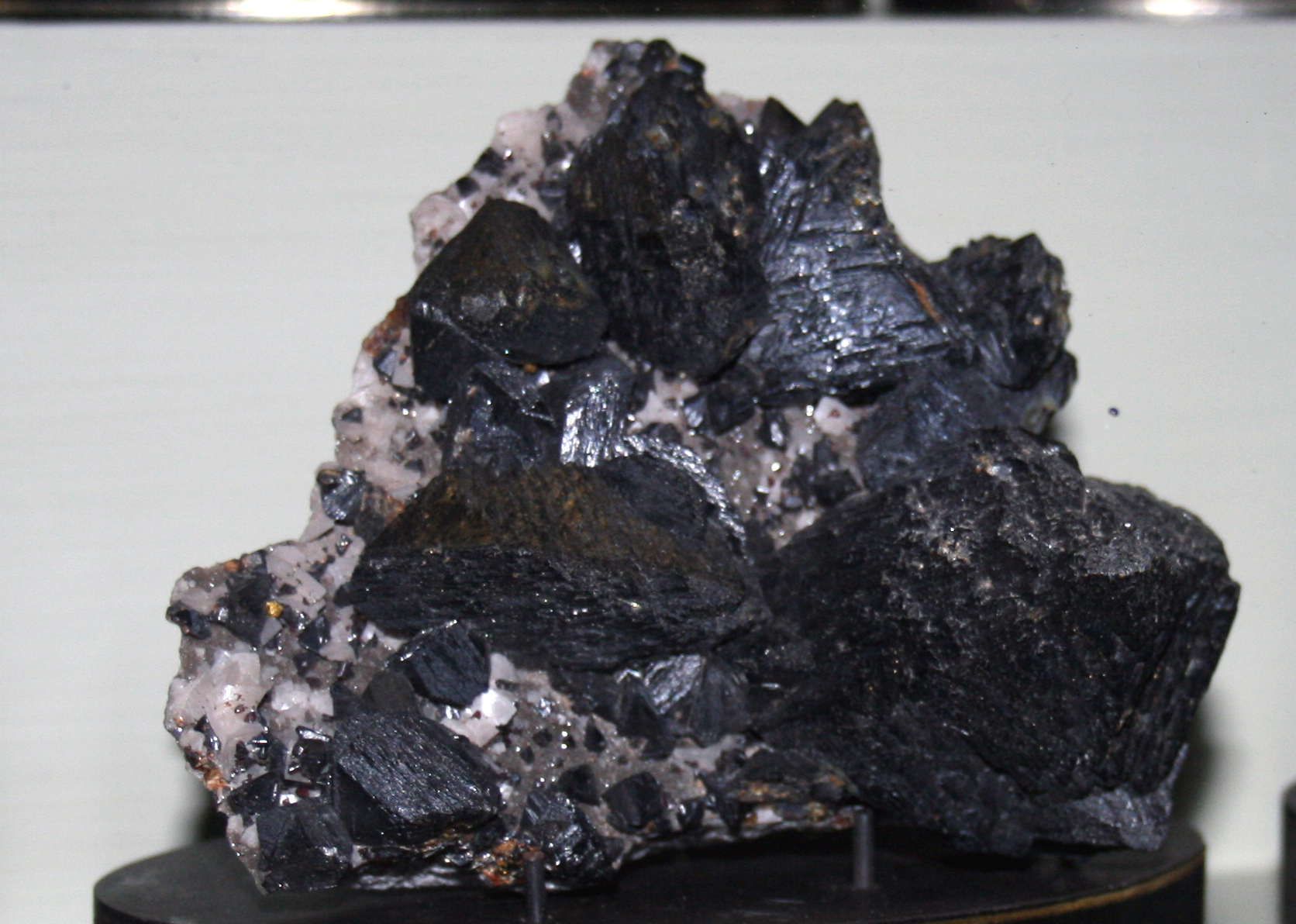
Sfalerit je hlavní rudou zinku. Tento exemplář pochází z Kanady.

{\displaystyle {\ce {2FeS2 + 5O2 -> 2FeO + 4SO2}}} {\displaystyle {\ce {2FeO + O2 -> Fe2O3}}} Oxidace pyritu,
{\displaystyle {\ce {2Cu2S + 2O2 -> 2Cu2O + SO2}}} chalkocitu (chalkozínu)
{\displaystyle {\ce {2ZnS +3O2 -> 2ZnO + 2SO2}}} sfaleritu,
{\displaystyle {\ce {SnS2 + 3O2 -> SnO2 + 2SO2}}} a berndtitu.